# Correction sur épreuves (biologie)
La correction sur épreuves ou proof-reading en anglais désigne en génétique les procédés de correction d'erreurs apparaissant lors de la réplication de l'ADN. Cette notion a été proposée pour la première fois par Hopfield et Nino. Elle peut concerner également la réparation d'erreurs survenant dans la spécificité du système immunitaire, la reconnaissance enzyme-substrat ainsi que de nombreux autres processus nécessitant une spécificité intensifiée. Les mécanismes de correction sur épreuves décrits par Hopfield et Ninio sont des processus actifs à l'état de non-équilibre qui consomment de l’ATP pour renforcer la spécificité de diverses réactions biochimiques. 
Chez les bactéries, les trois ADN polymérases (I, II et III) ont la capacité de faire des corrections sur épreuves en utilisant l’activité exonucléase 3 '→ 5'. Lorsqu'une paire de bases incorrecte est reconnue, l'ADN polymérase change son sens d'une paire de bases et élimine la base mal appariée. Après l'excision de la base, la polymérase peut réinsérer la base correcte et la réplication peut suivre son cours. 
Chez les eucaryotes, seules les polymérases qui catalysent l'élongation (delta et epsilon) ont une capacité de correction sur épreuves (activité exonucléase 3 '→ 5'). 
La correction sur épreuves intervient également dans la traduction de l'ARNm pour la synthèse des protéines. Dans ce cas, l'un des mécanismes est la libération de tout aminoacyl-ARNt incorrect avant la formation de la liaison peptidique.
L'étendue de la correction sur épreuves dans la réplication de l'ADN détermine le taux de mutation et varie d'une espèce à l'autre. Par exemple, une perte de correction due à des mutations du gène codant l'ADN polymérase epsilon donne un génotype hyper-muté avec plus de 100 mutations par Mb d'ADN impliqué dans les cancers colorectaux humains. 
L'étendue de la correction sur épreuves dans d'autres processus moléculaires peut dépendre de la taille effective de la population de l'espèce et du nombre de gènes affectés par le même mécanisme de correction sur épreuves.